# 初税亩
初税亩，春秋时期鲁国首次实行的按田亩征税的制度。
鲁宣公十五年（前594年），鲁国季孙氏宣布“初税亩”的法令，开始实行对公田之外的私田按亩征税。後來晉、楚等國效仿。税亩即履亩而税。《春秋经》：“初税亩。” 《左传》：“初税亩，非礼也，谷出不过藉，以丰财也。”《公羊传》：“初税亩，何以书？……讥始履亩而税也。” 《穀梁传》：“初税亩者，非公之去公田而履亩，十取一也。”中国最早的税制是夏商周三代的贡、助、彻。夏代贡法是田税，实物税（实物地租），商代助法是力役税（劳役地租），周代彻法是力役税和实物税兼而有之。三者皆税十分之一。
自西周以来国君和贵族对民众的剥削主要采取“藉”法，即征发民力以耕种国君和贵族的土地。这是一种力役地租的剥削形式。按井田制，土地分为公田和私田。公田是贵族被封授的田地，要按照公田数量向上交纳赋税。而私田则属于贵族本人所有，不向上级贵族交纳赋税。随着社会生产力的发展，荒地得到大量开采，世卿贵族不断兼并，私田数量不断增加。“初税亩”将传统的“藉田以力”的徭役制剥削改变为不分公田、私田，一律按田亩数征税。
这是中国古代历史上第一次按实际占有田亩数征收田赋的开始。“初税亩”是中国古代开始承认私有土地的合法性，征收田赋的标志，从而开始了中国长达2600年按土地征税的历史。“初税亩”是在井田制遭破坏和掠夺以后，向农民征收租税的情况。中国古代本无“租”字，租税之租正是反映“助耕公田”的助变为租的历史进程。它不但是中国田赋史上的重大变革，而且也标志着封建领主制（有人认为是奴隶制）土地制度的瓦解和個人私有土地制度的萌生。